# Ulrich IV. (Württemberg)

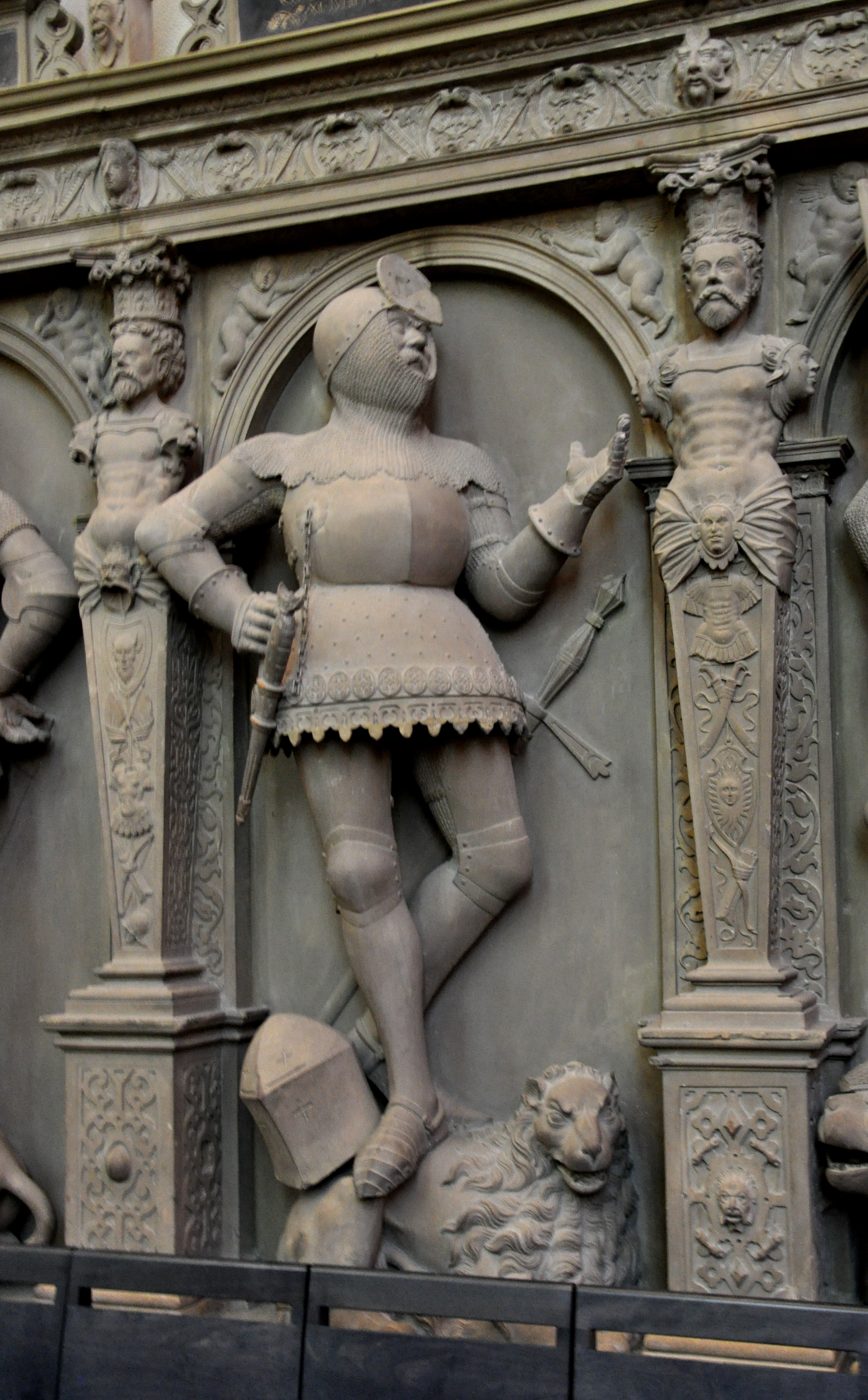
Standbild Ulrichs IV. in der Stuttgarter Stiftskirche

Ulrich IV. (* nach 1315; † 1366 auf Burg Hohenneuffen, Neuffen) war gemeinsam mit seinem Bruder Eberhard II. Graf von Württemberg von 1344 bis 1362.
Ulrich IV. stand während seiner Regierungszeit im Schatten seines Bruders Eberhard II. Er strebte deshalb zeitweise die Teilung des Landes an. Eberhard zwang ihn am 3. Dezember 1361 zu einem Hausvertrag, in dem er die Unteilbarkeit des Landes bestätigte. Ulrich verzichtete bald darauf am 1. Mai 1362 auf die weitere Regierungsbeteiligung.
Ulrich IV. heiratete vor 1350 Gräfin Katharina von Helfenstein. Die Ehe blieb kinderlos.